# ديفيد دبليو ديكنسون
ديفيد دبليو ديكنسون (بالإنجليزية: David W. Dickinson)‏ (و. 1808 – 1845 م) هو سياسي، ومحام من الولايات المتحدة الأمريكية ولد في فرانكلين.
وهو عضو في الحزب الديمقراطي الأمريكي، وحزب اليمين .

## التعليم
تعلم في جامعة ولاية كارولينا الشمالية في تشابل هيل.